# Joaquina Galarza de Larrea
Joaquina Galarza de Larrea (Guaranda, Equador, 1843 - Equador) va ser una lluitadora que va formar part de la gesta llibertària alfarista.

## Biografia
Va formar part de l'equip d'assessors d'Eloy Alfaro durant el període de lluites. Es va convertir en coronela pels seus mèrits de guerra el 6 d'agost de 1895, durant el combat de San José de Chimbo, a la província de Bolivar.
Va aportar els seus béns personals a la causa de les montoneras, fet que va fer que se li atorgués una pensió militar fins a la seva jubilació l'any 1912.

## Reconeixements
Un carrer del Districte Metropolità de Quito du el seu nom en el seu honor.